# Война за наследство
Война за наследство — распространившийся в Европе Нового времени (в локальном масштабе в XVI – XVIII веках, в общеевропейском с XVII века) тип вооружённого конфликта между государствами, состоявший в споре за наследование выморочного престола того или иного государства. Посадив на пустующий престол своего ставленника, то или иное государство надеялось добиться изменения его внешней политики, а иногда и территориальных уступок.

## Конфликты общеевропейского масштаба
- 1688—97: Война за Пфальцское наследство или война за английское наследство — сложная по составу участников война между Людовиком XIV и Аугсбургской лигой.
- 1701—14: Война за испанское наследство — Людовик XIV против общеевропейской коалиции за обладание Испанскими Нидерландами.
- 1718—20: Война за французское наследство — продолжение предыдущей: Филипп V (король Испании) против коалиции Франции, Великобритании, Голландии и Священной Римской империи.
- 1733—35: Война за польское наследство
- 1740—48: Война за австрийское наследство — Мария-Терезия с союзниками против Франции, Баварии, Пруссии и других держав за право наследовать владения Габсбургов.

## Конфликты локального масштаба
- 1570—82: Война за ливонское наследство
- 1580—83: Война за португальское наследство
- 1609—14: Война за клевское наследство
- 1628—31: Война за мантуанское наследство
- 1778—79: Война за баварское наследство

## Средневековые конфликты
В современной историографии термин «война за наследство» иногда применяется и для обозначения более ранних феодальных конфликтов европейского Средневековья и эпохи Возрождения:
- 1216—22: Война за шампанское наследство
- 1244—57: Война за фламандское наследство
- 1247—64: Война за тюрингское наследство
- 1283—89: Война за Лимбургское наследство
- 1325—28 и 1340—51: Война за рюгенское наследство
- 1340—92: Война за галицко-волынское наследство
- 1341—64: Война за бретонское наследство
- 1370—88: Война за люнебургское наследство
- 1371—79: Война за гельдернское наследство
- 1475—79: Война за кастильское наследство
- 1477—82: Война за бургундское наследство
- 1503—05: Война за ландсхутское наследство